# Trent and Mersey Canal
Het Trent and Mersey Canal is een kanaal dat de Trent te Shardlow in Derbyshire verbindt met de Mersey te Runcorn in Cheshire. Het 140 km lange kanaal werd geopend in 1777.
Het idee voor de verbinding van beide rivieren door een kanaal kwam van ingenieur James Brindley en werd door het parlement bij wet goedgekeurd in 1766. Nog in hetzelfde jaar werd de eerste spadesteek geplaatst door Josiah Wedgwood en nog geen elf jaar later was het kanaal over zijn gehele lengte afgewerkt, inclusief meer dan 70 sluizen en vijf tunnels. Het hoofdkwartier van de kanaalmaatschappij was gevestigd in Stone.
De meeste sluizen zijn slechts geschikt voor de passage van zogenaamde "narrowboats" en meten slechts 72 x 7 voet waardoor het kanaal nu nog slechts voor toeristische doeleinden gebruikt wordt.
Het kanaal is vooral bekend omwille van de Scheepslift van Anderton, de eerste ter wereld in zijn soort, geopend in 1875. Deze lift geeft vanaf het kanaal toegang tot de Weaver. De lift werd in 1983 buiten dienst gesteld nadat was vastgesteld dat de stalen structuur ernstig was aangetast. Eind jaren 90 werd de restauratie gestart en in 2002 werd de lift terug in gebruik genomen.
Van de tunnels is vooral de Harecastle tunnel in Stoke-on-Trent bekend. De eerste tunnel was 2633 m lang en de boten werden door afduwen tegen de tunnelwand door de tunnel voortbewogen. Aangezien dit hard werken was en bovendien erg langzaam ging werd aan Thomas Telford de opdracht gegeven parallel een tweede, bredere tunnel voorzien van een jaagpad te bouwen. Deze 2676 m lange tunnel werd geopend in 1827. De eerste tunnel werd omwille van instortingen gesloten in de jaren 1900, de tweede tunnel is nog steeds in gebruik en is de op drie na langste bevaarbare tunnel in het Verenigd Koninkrijk.